# ELITE
Az ELITE (Electronic Warfare Live Training Exercise, magyarul „éles” elektronikai harcászati felkészítő gyakorlat) a NATO elektronikai hadviselésre felkészített repülőcsapatainak és kijelölt szárazföldi légvédelmi erőinek évenként megrendezett hadgyakorlata. Helyszínéül rendszerint Dél-Németországot választják.
Előzménye 1991-re nyúlik vissza, mikor is a bajor Lechfeld légibázisán települő 32. vadászbombázó ezred (Jagdbombergeschwader 32, JaBoG 32) a 43. légvédelmi rakéta-osztállyal közös hadgyakorlatot szervezett, hogy a bombázóezred kitelepülő egységei fel tudjanak készülni az az évi RED FLAG-ra. Az alig fél éve újraegyesült (1990. október 3.) Németországban ez viszonylag újszerűnek hatott. A lechfeldi Tornado ECR-ekhez a következő évben már a memmingeni JaBoG 34 gépei is csatlakoztak. Ezután minden évben megrendezték, melyen valós körülmények között gyakorolhatták az erősen védett földi célok elleni támadást és az azok köré szervezett védekezést. Az utolsó szovjet/orosz csapatok 1994. augusztus 31-i kivonulása után az ország teljes területe rendelkezésre állt a gyakorlatnak. ELITE néven 1995-től emlegetik. Az idők folyamán a gyakorlatnak nőtt hírneve és a részt vevő alakulatok száma is. Napjainkban az egyik legnagyobb szabású légi hadgyakorlat Európában, feladatrendszerét tekintve pedig a legnagyobb a félszigeten.
A gyakorlat jelentőségét jól mutatja, hogy az ELITE 2008-on a NATO már egy új hadviselési módot is tesztelt, melyet CESMO (Coorperative Electronic Support Measures Operations) néven neveznek. Ezt később részletesen az októberben Szardínián rendezett Imperial Hammer 2008-on gyakoroltak.

## Gyakorlatok
- ELITE 1995
- ELITE 1996
- ELITE 1997
- ELITE 1998
- ELITE 1999
- ELITE 2000
- ELITE 2001
- ELITE 2002
- ELITE 2003
- ELITE 2004
- ELITE 2005
- ELITE 2006
- ELITE 2007
- ELITE 2008 (július 2–18.): 19 NATO-tagország vett részt a kéthetes gyakorlaton.

## Külső hivatkozások
- ELITE 2004 – planet.nl
- ELITE 2006 – wings.hu
- ELITE 2007 – skycontrol.net
- ELITE 2008 – airshows.co.uk
- ELITE 2008 – fencecheck.com
- NATO Tests Networked ESM Concept at Elite 2008 – aviationweek.com
- ELITE 2008 EW gyakorlat – HM.gov.hu